# دهستان تسزا
دهستان تسزا (به لاتین: Tseza Gewog) یک دهستان در کشور بوتان است که در ناحیهٔ داگانا واقع شده‌است.